# Universitas Trisakti
Universitas Trisakti – indonezyjska uczelnia prywatna zlokalizowana w Dżakarcie. Została założona w 1965 roku.

## Wydziały
- Fakultas Ekonomi dan Bisnis
- Fakultas Teknik Sipil dan Perencanaan
- Fakultas Arsitektur Lansekap dan Teknologi Lingkungan
- Fakultas Seni Rupa dan Desain
- Fakultas Hukum
- Fakultas Kedokteran
- Fakultas Kedokteran Gigi
- Fakultas Teknologi Industri
- Fakultas Teknologi Kebumian dan Energi

Źródło: